# نیکو گیسلمان
نیکو گیسلمان (انگلیسی: Niko Gießelmann؛ زادهٔ ۲۶ سپتامبر ۱۹۹۱) بازیکن فوتبال اهل آلمان است.
از باشگاه‌هایی که در آن بازی کرده‌است می‌توان به باشگاه فوتبال گروتر فورث و باشگاه فوتبال هانوفر ۹۶ اشاره کرد.